# ريان لاركن
ريان لاركن (بالإنجليزية: Ryan Larkin)‏ (و. 1943 – 2007 م) هو رسام رسوم متحركة، ومخرج أفلام كندي، ولد في مونتريال، توفي في سان هياسنت، كيبك، عن عمر يناهز 64 عاماً، بسبب سرطان الدماغ، وسرطان الرئة.
.

## وصلات خارجية
- ريان لاركن على موقع IMDb (الإنجليزية)
- ريان لاركن على موقع ألو سيني (الفرنسية)
- ريان لاركن على موقع أول موفي (الإنجليزية)
- ريان لاركن على موقع قاعدة بيانات الفيلم (الإنجليزية)
- ريان لاركن على موقع كينوبويسك (الروسية)